# Maternal Effect Dominant Embryonic Arrest
Der Maternal Effect Dominant Embryonic Arrest (‚Maternaler Effekt des dominanten embryonischen Arrests‘, MEDEA) entsteht durch eine eigennützige DNA, die Gene sowohl für ein Toxin als auch für ein Antidot dagegen enthalten und in manchen Mehlkäfern vorkommen.

## Eigenschaften
Das in der Mutter gebildete Toxin tötet die Nachkommen, welche das medea-Gen nicht enthalten, da diese das Antidot nicht produzieren. Dieser Effekt tritt bei den Nachkommen von heterozygoten Müttern auf, wenn der Vater das medea-Gen nicht besitzt. Dadurch verbreitet sich dieses Gen innerhalb einer Population. Das Toxin ist eine MicroRNA, die die Expression von MyD88 blockiert. MyD88 ist ein essentielles Gen für die Embryogenese von Insekten.
Im Laborversuch breitet sich das medea-Gen, beginnend bei einem Auftreten von 25 %, innerhalb von zehn bis zwölf Generationen auf die gesamte Population aus. Daher werden Ansätze untersucht, das medea-Gen um Resistenzfaktoren gegen Insekten-übertragene Pathogene wie Plasmodien (Erreger der Malaria) oder Arboviren zu erweitern und in Insektenpopulationen einzuführen. Dadurch sollen die Insektenpopulationen resistent gegen diese Pathogene werden und so die Infektkette unterbrochen werden.
Das medea-Gen wurde in Anlehnung an die mythologische Figur Medea benannt, die ihre Kinder tötete, als sie verlassen wurde.